# Torre Vigia del Puig

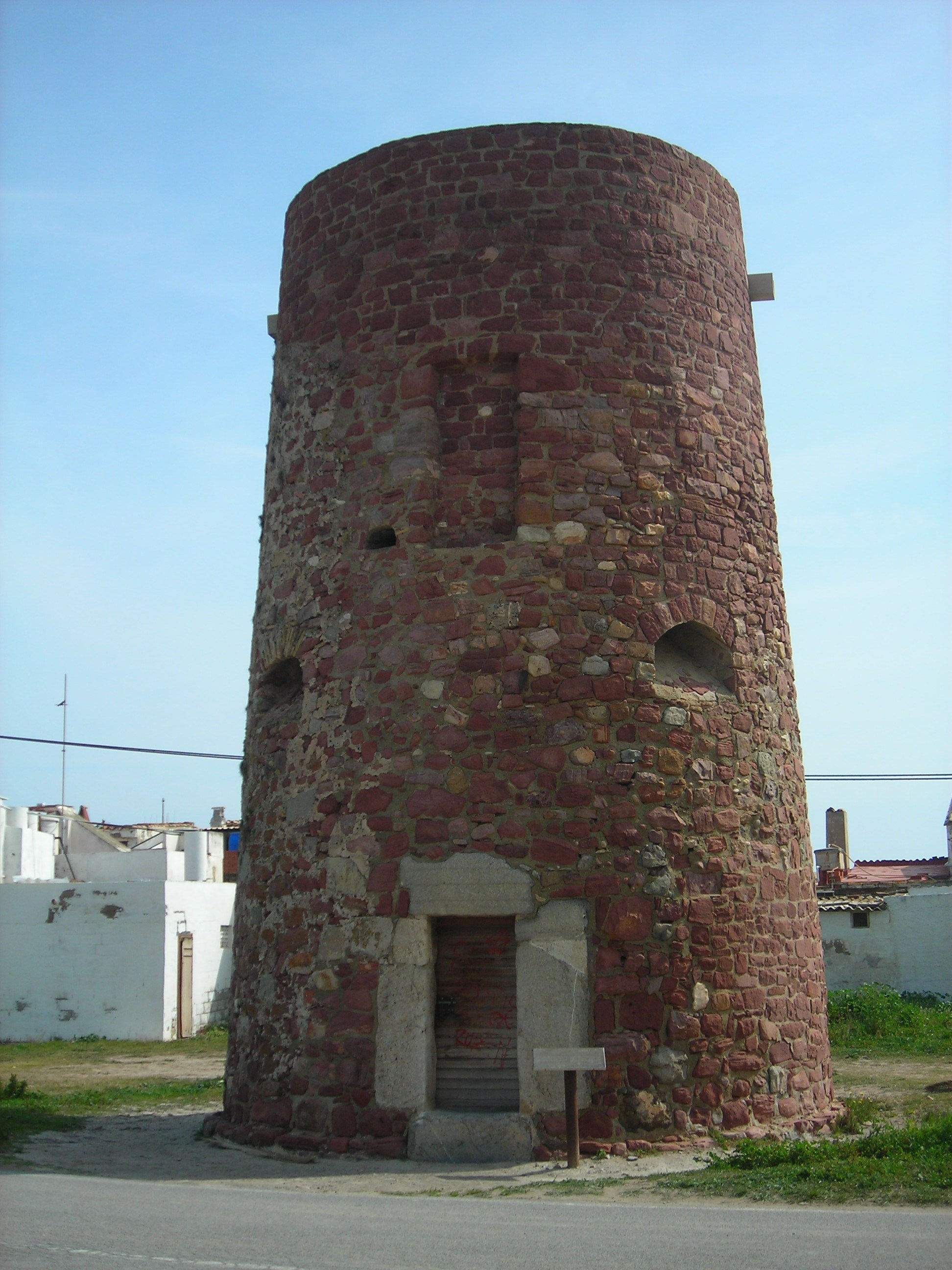

La torre vigía de El Puig, también llamada Torreta, es una torre vigía que se encuentra en la costa, a unos 4 kilómetros de la localidad de El Puig, en la comarca de la Huerta Norte, de la provincia de Valencia. Se ubica junto al camino de la playa, su emplazamiento exacto es 39º 34´ 37´´ N y 0º 16´ 31´´ O, situado justo en la línea de costa, a escasos 50 metros del mar, en terreno llano, entre las torres del Grao de Sagunto y del Grao de Valencia (esta última desaparecida).
Está catalogada como Bien de interés cultural, con número de anotación ministerial: R-I-51-0010915, y fecha de anotación 29 de octubre de 2002.

## Historia
Tras la reconquista, por parte de los reinos cristianos, en el siglo XIII, de las zonas de la costa de levante, anteriormente habitadas por musulmanes, se da lugar a un avance muy rápido de actos de piratería, no solo por parte de los berberiscos sino también desde los reinos cristianos a los musulmanes.
Como reacción a estos ataques de los reinos cristianos y como venganza de la conquista de tierras anteriormente musulmanas, desde el reino Nazarí de Granada y berberiscos del norte de África empiezan a finales del siglo XIII a organizar mucho más la piratería llegando a imponerse en los siglos XIV y XV a la de los reinos cristianos; aumentando mucho, durante estos dos siglos, los ataques berberiscos a las costas valencianas.
La estrategia defensiva contra los piratas estaba basada fundamentalmente en el ajusticiamiento de los piratas apresados, condenándolos a muerte, lo cual resultó muy poco eficiente. También se disponía de una red de vigilancia costera y transmisión de avisos antigua y de dominio local, que suponía a que poblaciones muy pequeñas tuvieran las mismas responsabilidades que otras mucho más grandes, con lo que las primeras no tenían recursos para la realización de las labores de vigilancia. También, desde Valencia, se financiaban flotillas de galeras para vigilar las costas, para seguir y atrapar a los piratas que habían actuado ya en las costas o que pretendían hacerlo, unas veces con más éxito que otras.
Lamentablemente, nada de esto funcionó, ni logró frenar a los piratas berberiscos en sus ataques por toda la costa, incluso con el paso del tiempo se producía un incremento en la actividad de estos ataques.
Así, en 1547, las cortes de Monzón suponen un punto de inflexión en este asunto. En ellas se decidió fortificar el litoral, aunque no se consiguió el permiso para la construcción de torres y atalayas para la defensa de la costa, hasta las Cortes de Monzón de 1552.
La construcción de estas obras estuvo a cargo de un estamento oficial del reino formado por seis personas de cada brazo, real, militar y eclesiástico y fueron financiadas con el impuesto sobre la seda. Y es a partir de este momento cuando se empiezan a construir las torres de vigía, con un sistema organizado de defensa de la costa, que también usó las que ya estaban construidas, hecho que hizo que en 1554 muchas de ellas ya estuvieran construidas.
En 1576 Vespasiano Gonzaga presenta un informe tras visitar la costa del reino de Valencia, en el que se indicaba la necesidad de reforzar las torres vigía. Para ello proponía unos refuerzos en la estructura de las torres, como garitas, para hacerlas más habitables y autónomas(para lo cual sería necesario proveerlas de un aljibe, y quizás un establo para los animales); además de dotarlas al menos con una pieza de artillería, y aumentar por torre al menos a cuatro el número de personas allí destinadas.
La situación donde se ubicaban estaba condiciona por su funcionalidad. Por ello las torres se situaban en acantilados y calas para visualizar posibles lugares de atraques de piratas y corsarios. Cerca de ríos o en zonas de lagunas para poder controlar los lugares de abastecimiento de agua dulce de los atacantes. En playas bajas, cerca de zonas pobladas o embarcaderos, para poder proteger a la población existente en ellas. También se ubicaban en zonas despobladas, donde las invasiones piratas podían pasar desapercibidas, al tiempo que permitía que la comunicación entre torres de diferentes zonas, sí habitadas, no quedara cortada.
Su construcción era sencilla y con materiales propios de la zona. Normalmente se construían sobre una base, que servía de asentamiento del cuerpo de la torre, más macizo. Sobre ello se colocaba la puerta, a la que se accedía solo mediante una escala que, generalmente, se podía retirar (como medida defensiva). Por dentro tenían una o dos estancias cubiertas con bóveda y que disponían de chimenea. Una escalera de caracol permitía ascender a los pisos superiores, hasta llegar a la plataforma superior de la torre.
En cuanto a la planta de las torres, la mayoría era de planta cuadrangular, puesto que eran considerada más fuertes que las cilíndricas( con cuerpo troncocónico, las cuales se ubicaban en los puntos donde era menos posible un ataque directo y hacía innecesaria tanta defensa, aunque algunas de ellas eran más grandes y poseían una mejor fábrica y mejores defensas por estar en puntos donde se podía desembarcar ), y eran las que se ubicaban en zonas con población cercana y en puntos donde era más posible que desembarcaran los piratas y tuviera que ser defendida, como en embarcaderos o desembocaduras de ríos.
También se pueden encontrar torres hexagonales que facilitaban la colocación de artillería y otras que más podían considerarse pequeños castillos por su tamaño.
El sistema de defensa del litoral se regía por unas ordenanzas, las primeras conocidas en 1554 por el duque de Maqueda, las denominadas “Ordinacions de la guarda marítima del regne”. Más tarde Vespasiano Gonzaga publica, entre 1575 y 1578, las “Ordinacions tocants a la custodia y guarda de la costa marítima del Regne de Valencia”, no siendo éstas sus únicas ordenanzas publicadas.
Las torres solían estar ocupadas por cuatro hombres, unos que tenían caballo y vigilaban los espacios entre las distintas torres, llamados “atajadores”, y otros dos, llamados “vigilantes”, que prestaban sus servicios en la misma torre.

## Descripción
Se conoce de su existencia desde 1563, fecha en la que se menciona por el arquitecto e ingeniero militar Giovanni Battista Antonelli en su informe para Felipe II, con el nombre de torre de Çebolla. Este nombre de Çebolla es la primera denominación de la población en época musulmana.
En 1585, Juan de Acuña realizó gracias al cual podemos afirmar que tenía matacán sobre la puerta, posiblemente de sillares, y no debía tener, ni aljibe, ni pozo en su interior, de los cuales no necesitaba, ya que muy cerca pasaba una acequia. Siguiendo el mencionado informe, sabemos que esta torre no tenía función defensiva específica (lo cual puede justificar su pequeño tamaño), puesto que las poblaciones de los alrededores están bastante alejadas y protegidas por los marjales de la costa que complicaban el acceso a éstas desde la línea de costa. Quizás por ello el informe no menciona que poseyera pieza alguna de artillería.
Se trata de una torre vigía costera, de planta troncocónica (cilíndrica y ligeramente ataluzada), de piedras rojizas de rodeno, con seis metros de base y cubierta con bóvedas de medio punto. En sus muros se aprecian aspilleras y algunas ventanas.
La fábrica es de mampostería de cal y canto, con sillares en el acceso de la planta baja (donde presenta aberturas en forma de ventana para iluminar el interior). Sus dimensiones son: ocho metros y medio de altura, y seis metros de diámetro de la base.
El interior está cubierto por una bóveda de media naranja (de ladrillo colocados a rosca) con un espacio para acceder a la primera planta mediante una escalera de mano, la cual se podía retirar en caso de entrada del enemigo en la planta baja.
En la primera planta dispone de cuatro pequeñas troneras (largas y estrechas, con jambas muy cortas y dintel arqueado, una de ladrillo y tres de mampuesto con el del muro, estando abocinadas), ubicadas dos a los laterales de la puerta y las otras dos en el lado opuesto, mirando a la costa. Entre las troneras hay unas pequeñas ventanas, de forma de tronera, pero más pequeñas y sin abocinamiento, destinadas a iluminar la primera planta.
La segunda planta, es la terraza, la cual fue totalmente restaurada a principios de los años noventa y actualmente tiene un parapeto muy bajo y unas gárgolas incluidas en la restauración que no son las originales. Este hecho hace que no se pueda saber con exactitud la altura original de la torre, ni si tenía almenas u otros efectos arquitectónicos.
En los años 90 del siglo XX, se llevó a cabo una rehabilitación de la torre. Se repararon partes del muro que estaban derruidos y se afianzaron los demás, utilizándose los materiales originales que estaban a disposición. La terraza fue construida completamente nueva con los mismos tipos de materiales que la original, aunque no reprodujeron el matacán sobre la puerta. Estas distintas partes se pueden diferenciar muy bien en la torre actual.